# Bettino Craxi
Benedetto Craxi, bedre kendt som Bettino (24. februar 1934 i Milano i Italien – 19. januar 2000 i Hammamet i Tunesien) var en italiensk politiker som repræsenterede Det italienske Socialistparti. Han var ministerpræsident to gange, fra 4. august 1983 til 1. august 1986 og igen fra 1. august 1986 til 17. april 1987. Med en højde på 1,92 meter (6 fod 3 inches) kaldtes han for il Cinghialone (det store vildsvin). Da han blev dømt for korruption, flygtede han til Tunesien, den 5. maj 1994. Seks år senere døde han i Hammamet.